# 冬の贈り物
「冬の贈り物」はA.F.R.Oのメジャー3枚目のシングル。トイズファクトリーから2013年1月23日に発売された。

## 収録曲
1. 冬の贈り物 [4:54]
  - 作詞・作曲 : A.F.R.O
2. 希望の橋 [5:01]
  - 作詞・作曲 : A.F.R.O
3. 1080° [4:14]
  - 作詞・作曲 : A.F.R.O